# Nozay (Aube)
Nozay je francouzská obec v departementu Aube v regionu Grand Est. V roce 2011 zde žilo 140 obyvatel.

## Sousední obce
Arcis-sur-Aube, Les Grandes-Chapelles, Pouan-les-Vallées, Prémierfait, Saint-Étienne-sous-Barbuise, Villette-sur-Aube

## Vývoj počtu obyvatel
Počet obyvatel 